# Nox (videogioco)
Nox è un videogioco di genere Action RPG sviluppato da Westwood Studios e pubblicato da Electronic Arts nel 2000 per Microsoft Windows. È la storia di Jack, un giovane uomo della Terra che è scaraventato in un fantasioso universo parallelo dove deve sconfiggere la strega Hecubah e il suo esercito di Necromanti per tornare a casa. A seconda della scelta del giocatore di classe del personaggio all'inizio del gioco (guerriero, evocatore o mago), il gioco segue tre storie lineare in gran parte diverse, ciascuno che conduce al suo unico finale. Nel multiplayer, i giocatori possono sfidarsi in varie modalità di gioco come deathmatch e cattura la bandiera, mentre il pack di espansione, liberamente scaricabile, NoxQuest aggiunge una modalità multiplayer cooperativa. Il gioco è stato generalmente ben accolto dai critici e dai media.